# Fluido
Um fluido é uma substância que se deforma continuamente quando submetida a uma tensão de cisalhamento, não importando o quão pequena possa ser essa tensão. Um subconjunto das fases da matéria, os fluidos incluem os líquidos, os gases, os plasmas e, de certa maneira, os sólidos plásticos.
Os fluidos compartilham a propriedade de não resistir à deformação e apresentam a capacidade de fluir. Estas propriedade são tipicamente em decorrência da sua incapacidade de suportar uma tensão de cisalhamento em equilíbrio estático. Enquanto num sólido, a resistência é função da deformação, num fluido a resistência é uma função da razão de deformação. Uma consequência deste comportamento é o Princípio de Pascal, o qual caracteriza o importante papel da pressão na caracterização do estado fluido.
Fluidos podem ser classificados como fluidos newtonianos ou fluidos não-newtonianos, uma classificação associada à caracterização da tensão, como linear ou não-linear no que diz respeito à dependência desta tensão com relação à deformação e à sua derivada. O comportamento dos fluidos é descrito por um conjunto de equações diferenciais parciais, incluindo as equações de Navier-Stokes
Os fluidos também são divididos em líquidos e gases. Líquidos formam uma superfície livre, isto é, quando em repouso apresentam uma superfície estacionária não determinada pelo recipiente que contém o líquido. Os gases apresentam a propriedade de se expandirem livremente quando não confinados (ou contidos) por um recipiente, não formando portanto uma superfície livre.
A superfície livre característica dos líquidos é uma propriedade da presença de tensão interna e atração/repulsão entre as moléculas do fluido, bem como da relação entre as tensões internas do líquido com o fluido ou sólido que o limita. A pressão capilar está associada com esta relação.
Um fluido que apresenta resistência à redução de volume próprio é denominado fluido incompressível, enquanto o fluido que responde com uma redução de seu volume próprio ao ser submetido a ação de uma força é denominado fluido compressível.
A distinção entre sólidos e fluidos não é tão obvia quanto parece. A distinção é feita pela comparação da viscosidade da matéria: por exemplo, asfalto, mel ou lama são materiais que podem ser considerados ou não como fluidos, dependendo do período das condições e do período de tempo no qual são observadas.
O estudo de um fluido é feito pela mecânica dos fluidos a qual está subdividida em dinâmica dos fluidos e estática dos fluidos dependendo se o fluido está ou não em movimento.